# Flammenwerfer M.16
A Flammenwerfer M.16 (magyarul: 16-os típusú lángszóró) német fejlesztésű lángszórót a központi hatalmak, főként a Német Birodalom és az Osztrák–Magyar Monarchia hadseregei használták az első világháború során. A fegyver különösen nagy szolgálatot tett a nyugati fronton kialakult állóháború alatt.